# Zeta Aquilae
ζ Aquilae (Zeta Aquilae, kurz ζ Aql) ist ein Stern im Sternbild Adler.
Zeta Aquilae ist nach Alpha Aql (Altair) und Gamma Aql (Tarazed) der dritthellste Stern im Sternbild Adler. Er ist ein Hauptreihenstern der Spektralklasse A0 und besitzt eine scheinbare Helligkeit von 2,99 mag. Seine Entfernung beträgt etwa 83 Lichtjahre. Er rotiert ungewöhnlich schnell mit der etwa 165fachen Geschwindigkeit der Sonne. Daraus errechnet sich seine Rotationsdauer zu nur etwa 16 Stunden, was ihn als einen sehr jungen Stern ausweist.
Zeta Aquilae besitzt zwei leuchtschwache Begleiter wohl der Spektralklasse M. Der nähere ist etwa 12,0 mag hell und 6,5 Bogensekunden von der Hauptkomponente entfernt, so dass er für einen Umlauf mindestens 800 Jahre benötigt. Der äußere Begleiter ist etwa 11,8 mag hell und 159 Bogensekunden vom Hauptstern entfernt; er könnte aber auch nur ein optischer Doppelstern sein, also von der Erde aus gesehen nur zufällig in der Nähe der Hauptkomponente stehen.
Der Stern trägt den historischen Eigennamen Deneb el Okab Australis (aus arabisch ذنب العقاب, DMG ḏanab al-ʿuqāb ‚Schwanz des Adlers‘). Der Stern Epsilon Aquilae wird mit dem Eigennamen Deneb el Okab Borealis von Zeta Aquilae unterschieden. Sein von der IAU festgelegter Eigenname lautet Okab.